# Звинувачення (роман)
«Звинувачення» — шоста книга із серії оригінальних науково-фантастичних романів за мотивами всесвіту «Вавилон 5», створеної Дж. Майклом Стражинським; книгу написав Луїс Тілтон.
Події у романі відбуваються в часових рамках між епізодами другого сезону Відправні пункти і Роздвоєння вірності. Оповідається про розкриття вбивства, звинуваченим в якому виявляється один з вищих командних чинів «Вавилону-5».

## Зміст
Після отримання особистого повідомлення з проханням про допомогу від давнього товариша, командир Сьюзен Іванова чекає на цього знайомого — його нема в особистому файлі, на нього поширена інформація про розшук. Гарібальді повідомляє, що розшукуваний нею знаходиться під арештом на «Вавилоні 5».
Іванова приймає тривожний сигнал біди з транспортника «Кассіні», атакованого піратами. Вона з крилом «Зоряних фурій» рушає до корабля в небезпеці. Однак пірати досягли корабля першими, розграбували його і вбили частину екіпажу. Крило «фурій» знищує кілька кораблів піратів і їхній транспортник.
Повернувшись на станцію, Іванова дізнається від Майкла Гарібальді, що відправник повідомлення чоловік Джей Ді Ортега є мертвий. Його вбили в планованому місці зустрічі з Івановою. Згодом знаходять записку від Ортеги, адресовану їй. Сьюзен з головою поринає в щоденну станційну роботу.
Будучи нездатною, з деяких причин, розкодувати послання, Сьюзен починає розслідування власними силами, намагаючись вловити якийсь сенс або логіку в нападах піратів. Практично майже відразу ж вона знаходить зачіпку — пірати атакують кораблі з Марса, в трюмах котрих знаходиться морбідій — субстанція, необхідна для виробництва зброї. Іванова ділиться знайденою інформацією з Гарібальді.
Незабаром після цього відкриття на станцію прибуває група незалежних детективів. Гарібальді напружено займається пошуками способу нелегального проникнення на «Вавилон 5». Детективка здійснює допит Іванової щодо вбивства Ортеги, при цьому намагаючись її випровокувати та зробити помилку.
Тим часом хтось обмежує Гарібальді доступ до власних файлів служби безпеки. З'ясовується — це один із військових детективів; за сприяння Шеридана частина Майклових файлів розблокована. Детектив звинувачує Іванову в убивстві Ортеги та зникненні нелегально провезених ним матеріалів. Сьюзен Іванова відсторонена з командного посту та перебуває під домашнім арештом, ця подія може серйозно відбитися на її кар'єрному зростанні. Гарібальді отримує наказ не «давати ходу» цій справі та не втручатися. Майкл повідомляє Івановій, що починає власне розслідування.
Коли Гарібальді перевіряє нетрі станції, відбувається друге убивство — в сміттєпроводі знаходять відітнуту ногу гуманоїда. Його ідентифіковано як пана Фенші, який відлетів зі станції. Гарібальді з помічницею Торрес починає розслідувати невідповідності в обидвох убивствах. Майк з'ясовує, що детективи багато кого з мешканців станції допитали і деякі без пояснення підстав покинули «Вавилон 5». Гарібальді просить знайомого, який має відношення до Марса, допомогти йому; знайомому не надто подобається мати справи з військовими детективами. При особистій розмові Гарібальді повідомляє Талії Вінтерс про свою особисту впевненість щодо непричетності Іванової до вбивства.
Після розмови з Вінтерс Шеридан вирішує серйозно поговорити з детективом Воллесом. Військовий детектив не йде на контакт з Шериданом і відстоює свою позицію.
На Талію детективи здійснюють тиск засобом Псі-корпусу з метою відбити охоту ставити непотрібні запитання.
Шеридан після розмови із Землею викликає Іванову та наказує їй прийняти під командування групу винищувачів «Альфв» для захисту транспортників від піратів. Іванова повідомляє Гарібальді що є спільного в нападах — кораблі з Марса, що везуть морбідій.
Гарібальді від затриманого картяра, що раніше працював на марсіанських рудниках, дізнається, що другий убитий мав відношення до органів влади на Марсі.
Тим часом Іванова із загоном «старфурій» захищає кораблі, які знаходяться в розрахованій нею зоні ризику нападу піратів, і вони належать до групи ризику. Гарібальді ж на власну руку займається розслідуванням, його оглушають шоковою дубинкою. Він приходить до тями зв'язаним у якійсь металічній ємності. Підопічна Гарібальді повідомляє Шеридану про зникнення і капітан оголошує по «Вавилону 5» загальну тривогу. Пошукова група знаходить шефа безпеки і вивільняє його з металічного контейнера.УВ медлабі до Гарібальді проривається військовий детектив. Шеридан вирішує відстояти свою владу на станції; після запитання про друге вбивство військовий задкує й відкланюється. Капітан з Гарібальді приймають рішення діяти й обговорюють план заходів.
Під час відвідин шефа безпеки Іванова повідомляє йому про свої підозри — що гірничовидобувні компанії маніпулюють із вантажами, а на Землі хтось «зливає» піратам маршрути транспортників. На голозображенні, показаному Гарібальді, Сьюзен впізнала чоловіка, який вийшов з кімнати, де вона знайшла неживого Ортегу — це був другий убитий. Військова поліція намагається обшукати вантаж транспортника — їх не пускають і викликають для перемовин Іванову. Сьюзен зуміла знайти вихід із ситуації і військова поліція робить обшук та повертає члена екіпажу транспортника.
При запиті на дані файлу другого вбитого Гарібальді дізнається що він засекречений — приблизно через годину після відвідин його військовими поліцейськими в медлабі.
Під час одного з набігів пірати використовують давно розбитий корабель як приманку, але Іванова розгадує цей задум. Їй вдається захопити одного з піратів живим й супроводити його винищувач на корабель. Там вона дізнається зі слів полоненого, що за атаками стоїть зброярна компанія з Марса. Гарібальді вдається затримати нелегала — як виявляється, він з організації «Вільний Марс».
У цей момент від рук убивць гине один із земних детективів. Усі громадяни Земного Альянсу, що вважають себе марсіанами, влаштовують на станції заколот. Всі ці події призводять до того, що капітан станції Джон Шеридан проявляє відкриту непокору наказам Об'єднаного Командування, його задіюють до розслідування незалежної групи. Після цього знаходиться свідок, пов'язуючий для них друге убивство і згадану раніше компанію по виробництву зброї. Шеридан віддає наказ взяти під варту військових детективів до подальших розпоряджень — з огляду на їх очевидну заангажованість.
Після цього детективи покидають станцію, і Сьюзен Іванова звільняється з-під арешту. Вона й надалі нездатна розкодувати послання Ортеги, Іванова просить телепата Талію Вінтерс допомогти їй. Вінтерс розблоковує відкладену в далеку комірку частинку пам'яті й Іванова розуміє, що Ортега сховав інформацію у її «старфурії». Іванова копіює інформацію на дата-кристал; в коридорі її оглушує перевдягнена під прибиральницю військова детективка. Іванова зуміла відкинути супротивницю; в часі бійки зламався шприц з отрутою, від якої мала померти Сьюзен. Командор знову оглушена шоковою дубинкою. Талія відчула потік думок Іванової та повідомила Гарібальді про небезпеку. Але три офіцери служби безпеки вже знайшли і знешкодили військову детективку.
З датакристалу розслідувачі дізнаються про субстанцію, іменовану «суперморбідій» — недавно розроблену речовину, яка в багато разів посилює потужність будь-якої зброї, в якій вона використана.
З'ясовується, що Ортега володів цією інформацією, і Об'єднане Командування відсторонило його, оскільки намагалося мінімалізувати коло знаючих цю таємницю людей. За наполяганням Шеридана з Іванової знімаються усі звинувачення.